# ماريا أكوستا
ماريا أكوستا (بالإسبانية: María Acosta) هي مصارعة الهواة فنزويلية، ولدت في 26 نوفمبر 1991.

## وصلات خارجية
- ماريا أكوستا على موقع قاعدة بيانات المصارعة الدولية (الإنجليزية)
- ماريا أكوستا على موقع أوليمبيديا (الإنجليزية)